# فيدران ديبالو
فيدران ديبالو (بالكرواتية: Vedran Đipalo)‏ (مواليد 22 سبتمبر 1977) هو ملاكم كرواتي، مثّل بلاده في الألعاب الأولمبية الصيفية 2004.

## روابط خارجية
فيدران ديبالو على موقع أوليمبيديا (الإنجليزية)